# 莛子藨屬

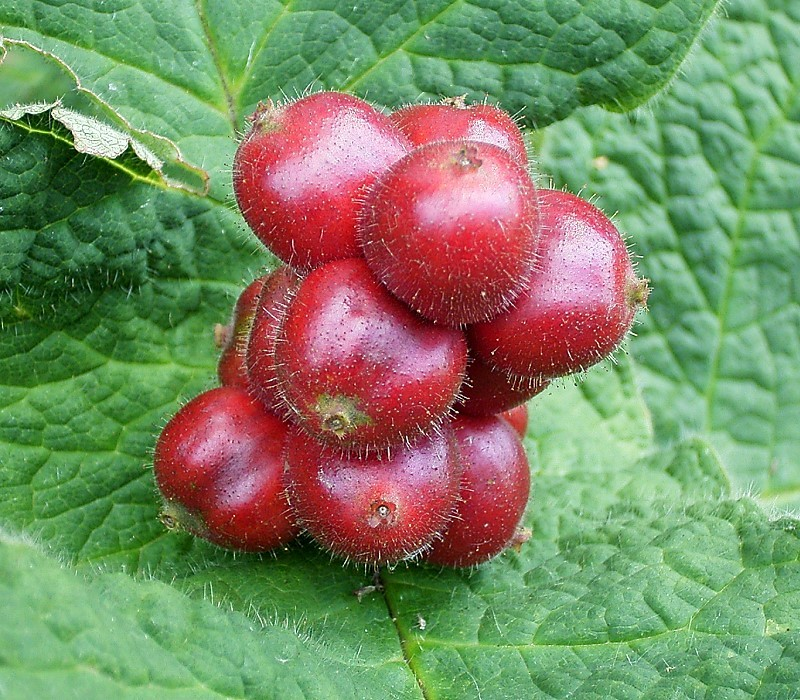
穿心莛子藨的果實

莛子藨屬，俗稱馬龍膽草，是忍冬科下的一屬開花植物，包含6個品種，其中3種原產於北美洲，另外3種則原產於東亞。
莛子藨屬皆為多年生草本植物，每種都有直立、絨毛、圓管狀，0.3至1.2公尺高的莖，全葉呈卵狀披針形。因物種不同，果實可為白色、黃色、橘色或紅色。果實乾燥、烘焙後可作為咖啡的替代品，但主要是藥用。部份原產於美國的物種可用作催吐和導瀉。